# بيير شوفالييه (مخرج)
بيير شوفالييه (بالفرنسية: Pierre Chevalier)‏ هو كاتب سيناريو ومخرج فرنسي، ولد في 23 مارس 1915 في Orbec ‏ في فرنسا، وتوفي في 10 فبراير 2005 في Vaugrigneuse ‏ في فرنسا.

## وصلات خارجية
- بيير شوفالييه على موقع IMDb (الإنجليزية)
- بيير شوفالييه على موقع ألو سيني (الفرنسية)
- بيير شوفالييه على موقع أول موفي (الإنجليزية)
- بيير شوفالييه على موقع قاعدة بيانات الأفلام السويدية (السويدية)
- بيير شوفالييه على موقع قاعدة بيانات الفيلم (الإنجليزية)
- بيير شوفالييه على موقع كينوبويسك (الروسية)